# Mod (subcultuur)

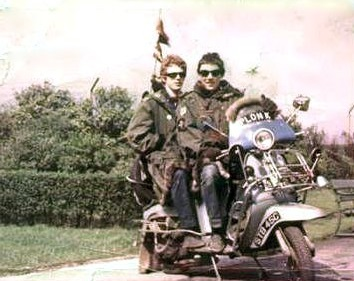
Mods in een parka op een scooter

Het Mod-logo, geïnspireerd op het logo van de RAF

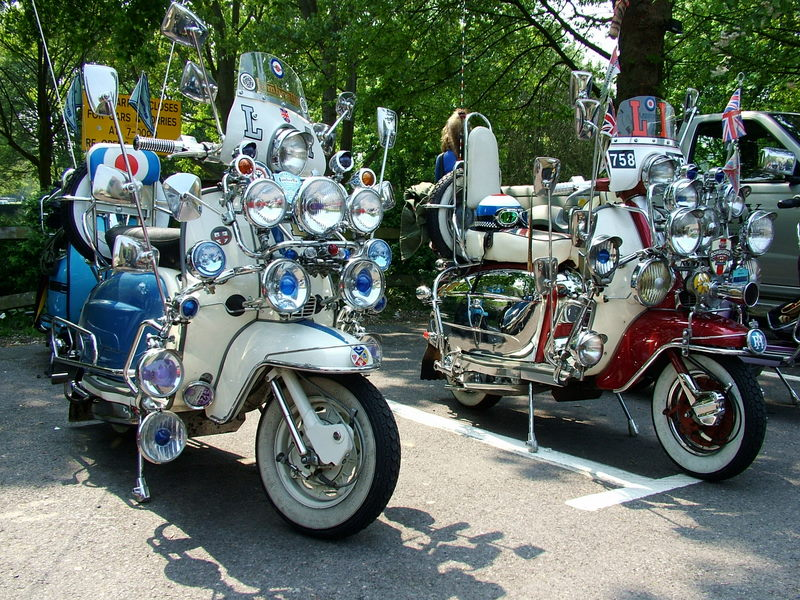
Mod style Lambretta scooters

Een mod (een afkorting van modernist) is een lid van een subcultuur die in het Londen van de late jaren '50 opkwam en daar in het midden van de jaren '60 een hoogtepunt bereikte.
De term mod is afgeleid van modernist, een term die in de jaren 50 werd gebruikt om moderne jazzmusici en hun fans te beschrijven. In het boek Absolute Beginners van Colin MacInnes wordt de modernist beschreven als een jonge moderne jazzfan die in scherpgesneden Italiaanse pakken gekleed gaat. 

## Kenmerken
Belangrijke elementen van de mod subcultuur waren: een sterk modebewustzijn, een voorkeur voor muziek als soul, Jamaicaanse ska, Britse beatmuziek en rhythm-and-blues. Bands als Small Faces, The Kinks, The Spencer Davis Group en The Who waren populair bij de mods.
Omdat de mods vervoer nodig hadden maar hun kleding niet onder het vet en de olie mocht zitten, werd de scooter het vervoermiddel van de Mods. Scooters van mods werden vaak voorzien van accessoires zoals spiegels en allerlei lampen. Mods droegen vaak parka's om hun nette kleding te beschermen. In de jaren 60 gebruikten de Britse media de term mod vaak om iets te beschrijven dat populair, modieus of modern werd beschouwd.

## Confrontaties met rockers
In het Engeland van de vroege jaren zestig bestonden twee belangrijke subculturen: die van de mods en de rockers. De tegenstellingen tussen beide groepen werden uitvergroot en leidden na confrontaties tijdens een reeks vakantieweekends in een door de media gestuurde morele paniek. De rockers zagen de mods als verwijfde snobs die door kleding waren geobsedeerd. De rockers werden op hun beurt neergezet als primitief, sjofel, naïef en overdreven mannelijk.
In mei 1964 kwam het tot confrontaties tussen mods en rockers. De BBC meldde dat mods en rockers gevangen werden gezet na rellen in Engelse badplaatsen zoals Margate, Brighton, Bournemouth en Clacton-on-Sea.

## Heropleving
Onder invloed van de film Quadrophenia kwam het in het Verenigd Koninkrijk van de late jaren '70 tot een heropleving van de mod subcultuur. Ook de Verenigde Staten kenden een heropleving van de mod subcultuur, deze vond plaats in de vroege jaren '80 en in het bijzonder in zuidelijk Californië. De mods inspireerden later bands als The Jam met Paul Weller en Ocean Colour Scene.

## Modcultuur in Nederland
Hoewel er grote verschillen waren met Groot-Brittannië had men in Nederland een subcultuur van groepen nozems die deed denken aan de Mods. In Amsterdam waren dat de Pleiners, in Den Haag de Kikkers, in Utrecht de Sjorsklanten en in Hilversum de Natnekkers. In plaats van de scooter reed men op een Puch-bromfiets, droeg men suède schoenen van het merk Clarks desertboots en parka's. De muziekkeuze was wel hetzelfde, hoewel ska in Nederland niet echt populair was.
Behalve in Den Haag waren de schermutselingen met hun aartsrivalen zoals Dijkers, Bullen, Vetkuiven of Rockers meestal niet ernstig. Deze waren ongeveer hetzelfde gekleed als in Groot-Brittannië, in plaats van een motorfiets reden ze op buikschuivers als Kreidler en Zündapp. In Den Haag was er in de vroege jaren zestig wel sprake van ernstige rellen tussen de Bullen en de Kikkers.